# Andrzej Nikodemowicz
Andrzej Nikodemowicz (* 2. Januar 1925 in Lemberg; † 28. Januar 2017 in Lublin) war ein polnischer Komponist, Pianist und Musikpädagoge.

## Leben
Nikodemowicz studierte von 1942 bis 1946 Chemie u. a. am Polytechnikum in Lemberg. Von 1947 bis 1950 war er Organist an der Kirche St. Maria Magdalena in seiner Heimatstadt. Er studierte dann am Lemberger Konservatorium Komposition bei Adam Sołtys (bis 1950) und Klavier bei Tadeusz Majerski (bis 1954). Ab 1951 unterrichtete er hier Komposition, Musiktheorie und Klavier, daneben arbeitete er in dieser Zeit als Pianist und Komponist für das von Zbigniew Chrzanowski geleitete Volkstheater (Polski Teatr Ludowy we Lwowie).
Wegen seiner religiösen Überzeugungen wurde er 1973 von seiner Lehrtätigkeit entbunden und verdiente in den Folgejahren seinen Lebensunterhalt als Klavierlehrer. 1980 ging er nach Lublin und unterrichtete an der Maria-Curie-Skłodowska-Universität und der Katholischen Universität. Ab 1989 war er Präsident der Lubliner Sektion des Polnischen Komponistenverbandes und Ehrenpräsident der Stiftung Muzyka Kresów. 1995 wurde ihm der Professorentitel verliehen. 1999 wurde er mit dem Preis des Präsidenten der Stadt Lublin geehrt, 2000 mit dem Preis des Komponistenverbandes und dem Preis des polnischen Kultusministeriums. Neben kirchenmusikalischen Werken komponierte Nikodemowicz vor allem Orchester- und Klavierwerke.